# Колода (Тверская область)
Колода — опустевшая деревня в Осташковском городском округе Тверской области.

## География
Находится в западной части Тверской области на расстоянии приблизительно 23 км на запад-северо-запад по прямой от города Осташков.

## История
Деревня была показана ещё на карте Менде (состояние местности на 1848 год). В 1859 году здесь (деревня Осташковского уезда) было учтено 10 дворов, в 1939 — 16. До 2017 года входила в Свапущенское сельское поселение Осташковского района до их упразднения.

## Население
Численность населения: 79 человек (1859 год), 0 как 2002 году, так и в 2010.